# Ardops
Ardops is een geslacht van vleermuizen. Het geslacht kent één soort en is daarom een monotypisch geslacht.

## Taxonomie
- Familie Phyllostomidae
  - Onderfamilie Stenodermatinae
    - Geslacht Ardops
      - Ardops nichollsi - (Thomas, 1891)